# Medina (Schiff, 1848)
Die HMS Medina war ein Raddampfer der Royal Navy.

## Geschichte
Das Schiff diente zunächst als Paketschiff in Liverpool und ab 1848 im Mittelmeer. Das Dampfschiff wurde ab 1854 zu einem Kanonenboot umfunktioniert und kam während des Krimkrieges im Schwarzen Meer zum Einsatz. Ab 1856 diente es schließlich Thomas Abel Brimage Spratt als Forschungsschiff im Mittelmeer.

## Kapitäne
- Master commander William Smithett, 15. August 1840 – Dezember 1847
- Lieutenant commander Edward Keane, 6. Februar 1848 – März 1848
- Lieutenant Abraham Darby, 19. Oktober 1848 – März 1850
- Lieutenant commander Louis Rivate Reynold, 23. Januar 1851[2]
- Lieutenant commander Harry B. Beresford, 4. Mai 1854 – August 1855
- Captain Thomas Abel Brimage Spratt, 7. Januar 1856 – September 1863